# Ангерні
Ангерні́, Анґерні (фр. Anguerny) — колишній муніципалітет у Франції, у регіоні Нормандія, департамент Кальвадос. Населення — 759 осіб (2011).
Муніципалітет був розташований на відстані близько 210 км на захід від Парижа, 11 км на північ від Кана.

## Історія
До 2015 року муніципалітет перебував у складі регіону Нижня Нормандія. Від 1 січня 2016 року належав до нового об'єднаного регіону Нормандія.
1 січня 2016 року Ангерні і Коломбі-сюр-Тан було об'єднано в новий муніципалітет Коломбі-Ангерні.

## Демографія
Динаміка населення (INSEE ):
Розподіл населення за віком та статтю (2006):
| Стать | Всього | До 15 років | 15-24 | 25-44 | 45-64 | 65-85 | Понад 85 |
| --- | ------ | ----------- | ----- | ----- | ----- | ----- | -------- |
| Чоловіки | 413    | 99          | 42    | 112   | 140   | 20    | 0        |
| Жінки | 434    | 87          | 75    | 107   | 141   | 20    | 4        |
| \| Статево-вікова піраміда \| Статево-вікова піраміда \| Статево-вікова піраміда \| \| ----------------------- \| ----------------------- \| ----------------------- \| \| Чоловіки \| Вік \| Жінки \| \| 0 \| 85 + \| 4 \| \| 0 \| 80-84 \| 4 \| \| 4 \| 75-79 \| 4 \| \| 8 \| 70-74 \| 4 \| \| 8 \| 65-69 \| 8 \| \| 12 \| 60-64 \| 4 \| \| 33 \| 55-59 \| 25 \| \| 41 \| 50-54 \| 37 \| \| 54 \| 45-49 \| 75 \| \| 54 \| 40-44 \| 37 \| \| 25 \| 35-39 \| 41 \| \| 12 \| 30-34 \| 12 \| \| 21 \| 25-29 \| 17 \| \| 21 \| 20-24 \| 21 \| \| 21 \| 15-20 \| 54 \| \| 37 \| 10-14 \| 29 \| \| 37 \| 5-9 \| 37 \| \| 25 \| 0-4 \| 21 \| |        |             |       |       |       |       |          |
| Статево-вікова піраміда |        |             |       |       |       |       |          |
| Чоловіки | Вік    | Жінки       |       |       |       |       |          |
| 0 | 85 +   | 4           |       |       |       |       |          |
| 0 | 80-84  | 4           |       |       |       |       |          |
| 4 | 75-79  | 4           |       |       |       |       |          |
| 8 | 70-74  | 4           |       |       |       |       |          |
| 8 | 65-69  | 8           |       |       |       |       |          |
| 12 | 60-64  | 4           |       |       |       |       |          |
| 33 | 55-59  | 25          |       |       |       |       |          |
| 41 | 50-54  | 37          |       |       |       |       |          |
| 54 | 45-49  | 75          |       |       |       |       |          |
| 54 | 40-44  | 37          |       |       |       |       |          |
| 25 | 35-39  | 41          |       |       |       |       |          |
| 12 | 30-34  | 12          |       |       |       |       |          |
| 21 | 25-29  | 17          |       |       |       |       |          |
| 21 | 20-24  | 21          |       |       |       |       |          |
| 21 | 15-20  | 54          |       |       |       |       |          |
| 37 | 10-14  | 29          |       |       |       |       |          |
| 37 | 5-9    | 37          |       |       |       |       |          |
| 25 | 0-4    | 21          |       |       |       |       |          |

## Економіка
2010 року серед 537 осіб працездатного віку (15—64 років) 385 були активними, 152 — неактивними (показник активності 71,7%, у 1999 році було 75,2%). З 385 активних мешканців працювало 356 осіб (177 чоловіків та 179 жінок), безробітними було 29 (13 чоловіків та 16 жінок). Серед 152 неактивних 71 особа була учнем чи студентом, 62 — пенсіонерами, 19 були неактивними з інших причин.

У 2010 році в муніципалітеті числилось 265 оподаткованих домогосподарств, у яких проживали 798,0 особи, медіана доходів виносила 28 440 євро на одного особоспоживача